# Ramsarska konvencija
Ramsarska konvencija je konvencija o močvarama koja je nastala kao plod borbe za zaštitu močvara 2. veljače 1971. godine u iranskom gradu Ramsaru, a dan usvajanja konvencije proglašen je Međunarodnim danom zaštite močvara. 
U močvarna područja pripadaju: močvare, bare, rijeke, jezera, pojilišta, navodnjena zemljišta, slatine, šljunčane jame, kanali, mangrove, koraljni grebeni, ribnjaci i uzgajališta rakova, a mogu sadržavati obalne zone koje graniče s močvanim područjima, te vodene mase morske vode dublje od 6 m za vrijeme oseke koje leže unutar močvarnih područja.
Ugrožavanje močvarnih područja nastaje isušivanjem, zatrpavanjem, zagađivanjem, preinačavanjem, prekomjernom eksploatacijom i unošenjem stranih vrsta.

## Zaključci Ramsarske konvencije
- poboljšati suradnju s lokalnim stanovništvom;
- poboljšati suradnju s međunarodnim udrugama koje rade na zaštiti močvara;
- načiniti popis Ramsarskih područja u svakoj državi i unijeti osnovne hidrološke, biološke i ekološke posebnosti svakog pojedinog područja;
- popis Ramsarskih područja treba služiti promidžbi;
- s vremenom proširivati popis močvarnih područja i njihovu zaštitu.

## Ramsarska područja u Hrvatskoj
U Hrvatskoj su 3. veljače 1993. godine upisana 4 ramsarska područja, a 2013. na popis je uvršteno i Vransko jezero. Još mnoga zadovoljavaju kriterije za upis no Hrvatska je jedna od rijetkih zemalja koja nema popis močvarnih područja. 
- Kopački rit (17.000 ha)
- Lonjsko i Mokro polje (50.500 ha)
- Crna Mlaka (620 ha)
- donji tok rijeke Neretve (11.500 ha)
- Vransko jezero (3.002 ha)

## Ostala područja
- Prirodni rezervat Endla u Estoniji
- Jezero Vistonida u Grčkoj

## Mediteranska inicijativa za močvarna područja (MedWet)
Godine 1991. osnovana je područna Mediteranska inicijativa za močvarna područja (Mediterranean Wetlands Initiative - MedWet) koja okuplja 27 mediteranskih i perimediteranskih zemalja potpisnica Ramsarske konvencije o močvarama. Cilj inicijative je osigurati učinkovito očuvanje funkcija i vrijednosti mediteranskih močvara.

## Vanjske poveznice
Mrežna mjesta
- www.ramsar.org, službeno mrežno mjesto
- medwet.org, službeno mrežno mjesto Mediteranske inicijative